# Малинська сільська рада (Березнівський район)
Ма́линська сільська́ ра́да — колишній орган місцевого самоврядування в Березнівському районі Рівненської області. Адміністративний центр — село Малинськ.

## Загальні відомості
- Малинська сільська рада утворена в 1939 році.
- Територія ради: 79,993 км²
- Населення ради: 2 439 осіб (станом на 2001 рік)

## Населені пункти
Сільській раді підпорядковані населені пункти:
- с. Малинськ
- с. Карачун
- с. Малушка

## Склад ради
Рада складалася з 16 депутатів та голови.
- Голова ради: Дімітров Анатолій Євстафійович
- Секретар ради: Діденко Ірина Миколаївна

### Керівний склад попередніх скликань
| ПІБ                            | Основні відомості                                                                     | Дата обрання | Дата звільнення |
| ------------------------------ | ------------------------------------------------------------------------------------- | ------------ | --------------- |
| Крока Анатолій Іванович        | Сільський голова, 1953 року народження, безпартійний                                  | 26.03.2006   | 19.12.2008      |
| Булейко Анатолій Максимович    | Сільський голова, 1964 року народження, член Української Народної Партії              | 03.05.2009   | 31.10.2010      |
| Дімітров Анатолій Євстафійович | Сільський голова, 1975 року народження, освіта вища, член Української Народної Партії | 31.10.2010   |                 |

Примітка: таблиця складена за даними сайту Верховної Ради України